# Sliema
Sliema (officiële naam Tas-Sliema) is een plaats aan de noordoostelijke kust van Malta met ruim 13.000 inwoners.
De naam Sliema komt waarschijnlijk van de eerste woorden van het Weesgegroet in het Maltees: "Sliem Għalik Marija", waarbij de 'Għ' niet wordt uitgesproken. Het begin van het gebed klinkt dan ook als 'Sliem-a', wat zoveel betekent als "rust" of "kalmte". Sliema was een rustig vissersdorp, totdat het binnen enkele jaren veranderde in een van de belangrijkste economische en toeristische centra van Malta. Aan de kustlijn van Sliema tot aan het aangrenzende San Ġiljan (St. Julian's) bevinden zich de meeste toeristische faciliteiten van het land.
Zoals in alle Maltese plaatsen zijn ook in Sliema de jaarlijkse dorpsfeesten oftewel festa's populair. De feesten in juli ter ere van het Heilig Hart en in augustus ter ere van Stella Maris behoren tot de populairste van het eiland Malta. In Sliema worden daarnaast nog twee festi gehouden, een eveneens in juli en een in september.
De lokale voetbalclub Sliema Wanderers is de succesvolste van het eiland met tientallen landstitels in de Premier League.

## Geboren in Sliema
- John Buttigieg (1963), voetballer en voetbalcoach
- Daphne Caruana Galizia (1964-2017), onderzoeksjournaliste
- Ira Losco (1981), zangeres
- Michael Mifsud (1981), voetballer
- Kevin Sammut (1981), voetballer

## Externe links

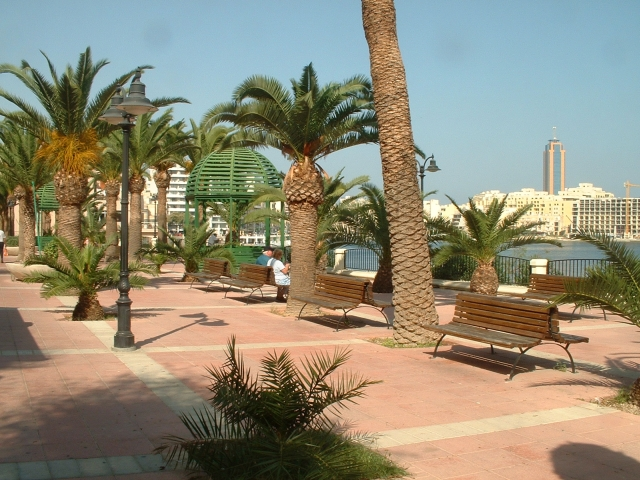
De kust van Sliema met op de achtergrond St. Julian's